# ロジータ記念
ロジータ記念（ロジータきねん）は、神奈川県川崎競馬組合が川崎競馬場で施行する地方競馬の重賞競走（南関東SI）である。正式名称は「デイリー盃 ロジータ記念」、デイリースポーツを発行する神戸新聞社が優勝杯を提供している。
副賞は、デイリースポーツ賞、全国公営競馬主催者協議会会長賞、管理者賞（2024年）。

## 概要
1989年に南関東4冠を達成したロジータの偉業をたたえるために、1990年に創設された。創設時から1997年まではダート2000メートルで12月に開催され、1998年に現在の距離となった。2002年からは施行時期が10 - 11月に変更され、2004年からはダートグレード競走「クイーン賞」の前哨戦として位置付けられ1着馬にクイーン賞への優先出走権が与えられるようになり、2014年からはこれに加え1着馬に東京シンデレラマイルの優先出走権も付与されている。
2009年までは南関東SIIに格付けされ、2010年からは南関東SIに格上げされた。2011年からは地方交流競走として施行されている。
負担重量は2009年までは別定で、54kgを基本に、過去ダートグレード競走、JRA重賞競走および南関東SI優勝馬は2kg、過去南関東SII優勝馬は1kgの負担増となっていた（2歳時の成績は対象外）。2010年からは定量。

### 条件・賞金等（2024年）
条件
サラブレッド系3歳牝馬。地方交流競走で、他地区所属馬の出走枠は2頭以下と定められている。
- トライアル競走のサルビアカップで上位3着までに入った馬に本競走の優先出走権が付与されている。

負担重量
定量（54kg）
賞金額
1着2,200万円、2着770万円、3着440万円、4着220万円、5着110万円、着外手当15万円。
優先出走権付与
2着以上の馬にはクイーン賞の優先出走権が、優勝馬が南関東所属の場合さらに東京シンデレラマイルの優先出走権が付与される。

## 歴史
- 1990年 - 川崎競馬場のダート2000mのサラブレッド系4歳（現3歳）牝馬の別定重量の南関東所属馬限定の重賞競走「デイリー盃 ロジータ記念」として創設。
- 1995年 - 南関東グレード導入により南関東G2に格付け。
- 1998年 - 施行距離を現在のダート2100mに変更。
- 1999年 - 船橋の後藤稔が調教師として史上初の連覇。
- 2001年 - 馬齢表示の国際基準への変更に伴い、出走条件を「サラブレッド系4歳牝馬の南関東所属馬」から「サラブレッド系3歳牝馬の南関東所属馬」に変更。
- 2002年 - 開催時期がはじめて10月になる。
- 2004年
  - クイーン賞の前哨戦として位置付けられ、1着馬にクイーン賞への優先出走権が付与されるようになる。
  - 台風23号の影響で、2日遅れの順延開催。
  - 大井の的場文男が騎手として初の連覇。
- 2006年 - JBCマイル（第6回JBCスプリント）の前座競走として施行される。
- 2007年 - 南関東重賞格付け表記を南関東SIIに変更。
- 2010年 - 南関東SIに格上げ。
- 2011年 - 地方交流競走として施行。
- 2012年 - 大井の戸崎圭太が騎手として2人目の連覇。
- 2013年 - 船橋の川島正行が調教師として初の3連覇。
- 2017年 - 船橋の森泰斗が騎手として3人目の連覇。

### 歴代優勝馬
| 回数   | 施行日         | 距離  | 優勝馬             | 性齢 | 所属 | タイム | 優勝騎手   | 管理調教師 | 馬主                     |
| ------ | -------------- | ----- | ------------------ | ---- | ---- | ------ | ---------- | ---------- | ------------------------ |
| 第1回  | 1990年12月30日 | 2000m | ヒカリカツオーヒ   | 牝3  | 浦和 | 2:10.5 | 石崎隆之   | 野口孝     | （株）ひかり             |
| 第2回  | 1991年12月30日 | 2000m | ドラールオウカン   | 牝3  | 大井 | 2:10.3 | 内田博幸   | 赤間清松   | 布施光章                 |
| 第3回  | 1992年12月23日 | 2000m | アズマリーフ       | 牝3  | 船橋 | 2:09.8 | 柿本政男   | 小桧山悦雄 | （株）東牧場             |
| 第4回  | 1993年12月30日 | 2000m | パワーシャレード   | 牝3  | 船橋 | 2:13.4 | 石崎隆之   | 出川己代造 | 潤間力夫                 |
| 第5回  | 1994年12月31日 | 2000m | ケーエフネプチュン | 牝3  | 船橋 | 2:10.4 | 矢内博     | 凾館政一   | 藤谷一雄                 |
| 第6回  | 1995年12月31日 | 2000m | マキバサイレント   | 牝3  | 船橋 | 2:11.1 | 石崎隆之   | 北川亮     | 新田知也                 |
| 第7回  | 1996年12月20日 | 2000m | スギヤマワッスル   | 牝3  | 船橋 | 2:09.8 | 田部和廣   | 中井利一   | 齊藤米造                 |
| 第8回  | 1997年12月31日 | 2000m | イシゲヒカリ       | 牝3  | 船橋 | 2:09.9 | 秋田実     | 玉井吉丸   | 若山文利                 |
| 第9回  | 1998年12月31日 | 2100m | ホクトオーロラ     | 牝3  | 船橋 | 2:18.6 | 石崎隆之   | 後藤稔     | 山泉恵宥                 |
| 第10回 | 1999年12月22日 | 2100m | ヤマノリアル       | 牝3  | 船橋 | 2:18.0 | 張田京     | 後藤稔     | 山泉恵宥                 |
| 第11回 | 2000年12月14日 | 2100m | セクシーディナー   | 牝3  | 大井 | 2:19.4 | 内田博幸   | 赤嶺本浩   | 植村憲生                 |
| 第12回 | 2001年12月31日 | 2100m | カーディアンゴット | 牝3  | 船橋 | 2:18.5 | 佐藤隆     | 玉井勝     | 中川重光                 |
| 第13回 | 2002年10月23日 | 2100m | ラヴァリーフリッグ | 牝3  | 船橋 | 2:16.9 | 石崎隆之   | 出川克己   | 村中徳広                 |
| 第14回 | 2003年11月13日 | 2100m | マルダイメグ       | 牝3  | 川崎 | 2:18.6 | 的場文男   | 佐々木仁   | （有）栄光開発           |
| 第15回 | 2004年10月22日 | 2100m | アイチャンルック   | 牝3  | 大井 | 2:16.1 | 的場文男   | 阪本一栄   | 岡裕                     |
| 第16回 | 2005年10月12日 | 2100m | グローバルリーダー | 牝3  | 船橋 | 2:15.8 | 張田京     | 佐藤賢二   | 居城要                   |
| 第17回 | 2006年11月2日  | 2100m | マキノチーフ       | 牝3  | 浦和 | 2:19.4 | 繁田健一   | 稲葉道行   | 濱野牧男                 |
| 第18回 | 2007年11月7日  | 2100m | トキノミスオース   | 牝3  | 川崎 | 2:17.5 | 坂井英光   | 長谷川三郎 | 田中久續                 |
| 第19回 | 2008年11月3日  | 2100m | シスターエレキング | 牝3  | 船橋 | 2:16.3 | 桑島孝春   | 出川龍一   | 太田好則                 |
| 第20回 | 2009年11月12日 | 2100m | タカヒロチャーム   | 牝3  | 船橋 | 2:14.9 | 町田直希   | 椎名廣明   | 高岡浩行                 |
| 第21回 | 2010年11月17日 | 2100m | ショウリダバンザイ | 牝3  | 大井 | 2:17.3 | 御神本訓史 | 高岩孝敏   | 林正夫                   |
| 第22回 | 2011年11月9日  | 2100m | クラーベセクレタ   | 牝3  | 船橋 | 2:16.3 | 戸崎圭太   | 川島正行   | （有）サンデーレーシング |
| 第23回 | 2012年11月7日  | 2100m | エミーズパラダイス | 牝3  | 船橋 | 2:14.1 | 戸崎圭太   | 川島正行   | 吉田照哉                 |
| 第24回 | 2013年11月13日 | 2100m | カイカヨソウ       | 牝3  | 船橋 | 2:16.3 | 今野忠成   | 川島正行   | （有）キャロットファーム |
| 第25回 | 2014年11月5日  | 2100m | ノットオーソリティ | 牝3  | 船橋 | 2:17.2 | 御神本訓史 | 川島正一   | 吉田照哉                 |
| 第26回 | 2015年11月18日 | 2100m | ララベル           | 牝3  | 大井 | 2:21.9 | 真島大輔   | 荒山勝徳   | 吉田照哉                 |
| 第27回 | 2016年11月2日  | 2100m | ミスミランダー     | 牝3  | 船橋 | 2:20.4 | 森泰斗     | 佐藤賢二   | （有）新生ファーム       |
| 第28回 | 2017年11月8日  | 2100m | ステップオブダンス | 牝3  | 大井 | 2:17.8 | 森泰斗     | 藤田輝信   | 吉田勝己                 |
| 第29回 | 2018年11月28日 | 2100m | クロスウィンド     | 牝3  | 船橋 | 2:17.1 | 矢野貴之   | 佐藤裕太   | 泉俊二                   |
| 第30回 | 2019年11月20日 | 2100m | グランモナハート   | 牝3  | 大井 | 2:19.1 | 本田正重   | 福田真広   | 布施慶士                 |
| 第31回 | 2020年11月11日 | 2100m | ルイドフィーネ     | 牝3  | 川崎 | 2:18.2 | 森泰斗     | 内田勝義   | 吉田晴哉                 |
| 第32回 | 2021年11月10日 | 2100m | カイカセンゲン     | 牝3  | 大井 | 2:20.7 | 張田昂     | 藤田輝信   | （有）キャロットファーム |
| 第33回 | 2022年11月9日  | 2100m | スピーディキック   | 牝3  | 浦和 | 2:17.7 | 御神本訓史 | 藤原智行   | 加藤鈴幸                 |
| 第34回 | 2023年11月8日  | 2100m | メイドイットマム   | 牝3  | 船橋 | 2:19.4 | 本橋孝太   | 石井勝男   | （有）木村牧場           |
| 第35回 | 2024年11月13日 | 2100m | ローリエフレイバー | 牝3  | 大井 | 2:20.0 | 野畑凌     | 月岡健二   | 尾田信夫                 |

※2000年以前も馬齢は国際基準で表記している。

※出典：南関東4競馬場公式「ロジータ記念競走優勝馬」

## 他地区所属馬の成績
| 回次             | 馬名               | 所属   | 着順 | 備考                                            |
| ---------------- | ------------------ | ------ | ---- | ----------------------------------------------- |
| 第22回（2011年） | タキノナアチャン   | 笠松   | 14着 |                                                 |
| 第24回（2013年） | エイシンルンディー | 笠松   | 4着  | グランダムジャパン3歳シーズンチャンピオン       |
| 第24回（2013年） | アラマサシャープ   | 高知   | 7着  | 高知優駿優勝                                    |
| 第25回（2014年） | トーコーニーケ     | 園田   | 6着  | グランダムジャパン3歳シーズンチャンピオン       |
| 第25回（2014年） | クロスオーバー     | 高知   | 12着 | ロータスクラウン賞優勝                          |
| 第26回（2015年） | トーコーヴィーナス | 園田   | 2着  | グランダムジャパン3歳シーズンチャンピオン       |
| 第26回（2015年） | ジュエルクイーン   | 北海道 | 4着  | 前年のグランダムジャパン2歳シーズンチャンピオン |
| 第27回（2016年） | ドンプリムローズ   | 佐賀   | 5着  | 九州ダービー優勝                                |
| 第27回（2016年） | キタノアドラーブル | 笠松   | 9着  |                                                 |
| 第28回（2017年） | アペリラルビー     | 笠松   | 6着  | のじぎく賞優勝                                  |
| 第28回（2017年） | ヤマミダンス       | 金沢   | 8着  | サラブレッド大賞典優勝                          |
| 第29回（2018年） | クリノアリエル     | 西脇   | 9着  |                                                 |
| 第29回（2018年） | ハーキマーダイヤ   | 金沢   | 11着 |                                                 |
| 第31回（2020年） | レッドカード       | 北海道 | 9着  |                                                 |
| 第31回（2020年） | キクノナナ         | 園田   | 13着 |                                                 |
| 第32回（2021年） | クレモナ           | 西脇   | 5着  |                                                 |
| 第32回（2021年） | ネイバーアイランド | 金沢   | 14着 |                                                 |
| 第33回（2022年） | キープクライミング | 金沢   | 11着 |                                                 |
| 第34回（2023年） | ショウガタップリ   | 金沢   | 5着  |                                                 |
| 第34回（2023年） | ミニアチュール     | 水沢   | 10着 |                                                 |
| 第35回（2024年） | ポルラノーチェ     | 北海道 | 2着  |                                                 |
| 第35回（2024年） | グラインドアウト   | 高知   | 14着 |                                                 |

第23回、第30回は他地区所属馬の出走なし。